# Lengyel István (formatervező)
Lengyel István, Stefan Lengyel (Budapest, 1937–) magyar formatervező iparművész, tanszékvezető egyetemi tanár. A német és a magyar designszakma egyik legnagyobb hatású alakja.

## Pályafutása
Nyolcadikban továbbtanulásra alkalmatlannak találták, a minisztériumban járta ki, hogy gépipari technikumban folytathatta. Rajztanárától kapott tanács hatására 1956 és 1961 között az Iparművészeti Főiskola ipari formatervező szakán tanult.
Leghíresebb formatervezői munkái közé tartozik: magnetofon (Calypso), automata gépsor (Jancsó Miklóssal), a Ganz–MÁVAG által gyártott csuklós villamos. A diplomamunkája a Fővárosi Villamosvasút által házilagosan gyártott csuklós villamos ("Bengáli") formaterve volt.
Bozzay Dezsővel közösen tervezték a Bengálinál modernebb  Ganz CSMG (Ganz csuklós, ipari csuklós, ICS) villamost.
1962-ben Dózsa Farkas tanársegéd mellett kezdett dolgozni az Iparművészeti Főiskolán. 1964-től Ulmban néhány hetes tanulmányúton vett részt, majd az ottani egyetemen tanári-asszisztensi állást kapott. 1966-tól az esseni Folkwangschule für Gestaltung (Iparművészeti Főiskola) docense, 1969-től tanszékvezetője. 1992-ben a Magyar Iparművészeti Egyetem tiszteletbeli tanára, 2001-től a Formatervező tanszék tanszékvezető professzora.
2007-ben Moholy-Nagy-díjjal jutalmazták, 2008-ban a Magyar Köztársasági Érdemrend Tisztikeresztjével tüntették ki.

## Magánélete
Felesége orvos. Három gyermekük született: egyikük orvos, másikuk építész és harmadikuk dizájner. 1964 óta gyűjti határidőnaplóit és hangversenyjegyeit, hobbija az utazás, a fotózás és a beszélgetés.

## Magyarul megjelent művei
- Design; Moholy-Nagy Művészeti Egyetem, Budapest, 2007
- Start. 5 év járműtervezés a DaimlerChrysler támogatásával / 5 Jahre Fahrzeugdesign mit Unterstützung von DaimlerChrysler / 5 years of transportationdesign promoted by DaimlerChrysler; szerk. Scherer József, Stefan Lengyel; MOME, Budapest, 2008
- Sprint. 10 év járműtervezés a Daimler AG támogatásával / 10 Jahre Fahrzeugdesign mit Unterstützung von Daimler AG / 10 years of transportation design promoted by Daimler AG; szerk. Stefan Lengyel, Scherer József; MOME, Budapest, 2013

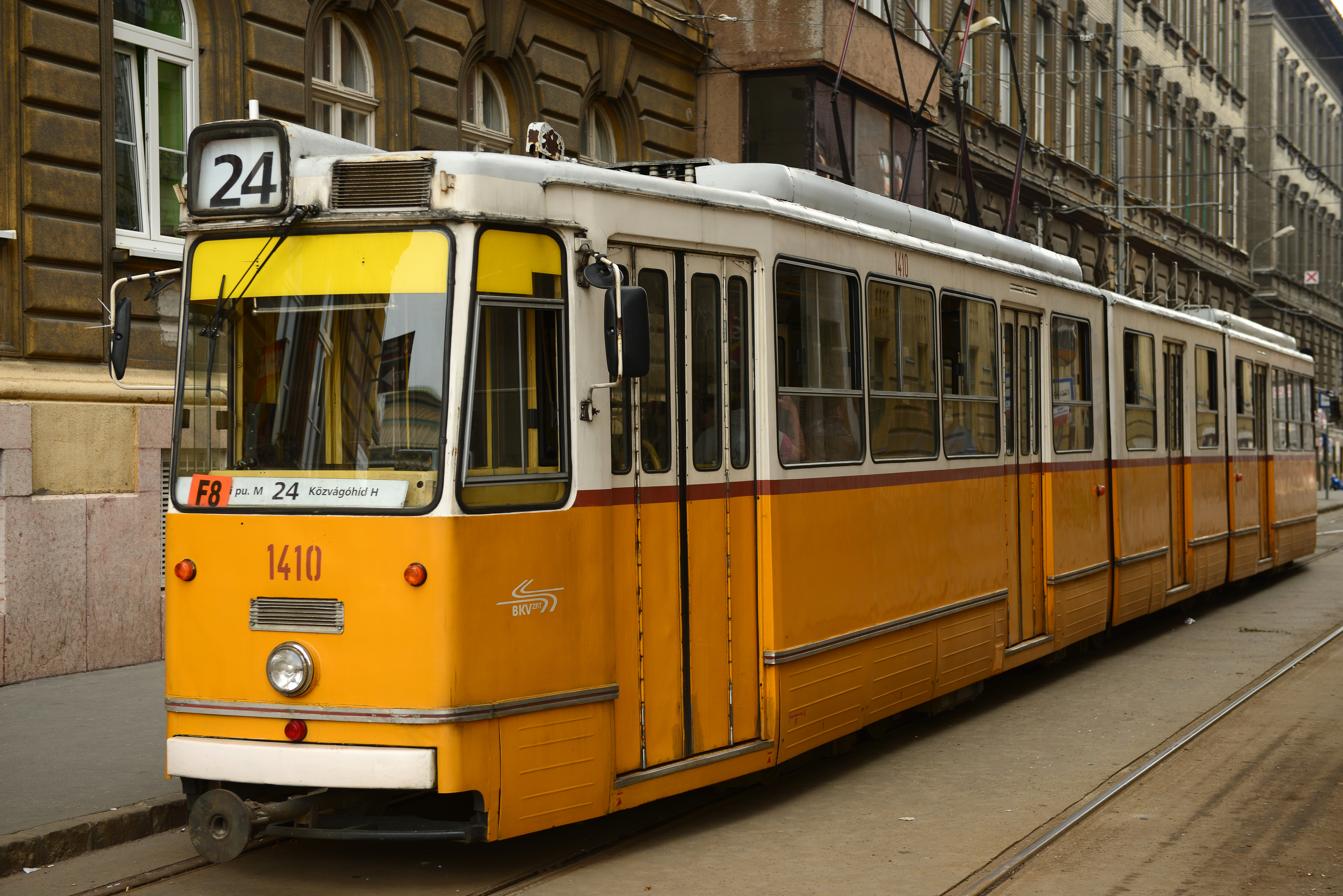
Ganz ICS villamos, amelyet Bozzay Dezsővel közösen tervezett.